# 水瀬郁
水瀬 郁（みなせ いく、1月4日 - ）は、日本の女性声優。ムーブマン所属。東京都出身。
アミューズメントメディア総合学院卒業。

## 出演

### テレビアニメ
- 銀魂.（一郎、佐助）
- ヘンリー・ハグルモンスター（ディー）
- 蟲師 続章（村の女）
- ルパン三世 PART5（2018年、女A）
- メガロボクス（2018年、レポート音声）
- 烏は主を選ばない（2024年、北家の女房）

### 劇場アニメ
- BURN THE WITCH（2020年、広報放送）

### ゲーム
- シェルノサージュ〜失われた星へ捧ぐ詩〜（警報アナウンス、女ほか）
- バイオハザード7 レジデントイービル (アナウンス)
- コール オブ デューティ モダン・ウォーフェア （アヤ）
- デスティニーチャイルド（カドケウス[2]）

### 吹き替え

#### 映画
- アダルトボーイズ遊遊白書（ベッキー）
- アベンジャーズ/インフィニティ・ウォー（ガモーラの母〈アミーナ・カプラン〉[3]）
- インシディアス 第2章（若いロレイン）
- 今宵、天使が舞い降りる（チャン）
- カーゴ（トゥミ）
- 最後のマイ・ウェイ（カタリン）
- スパイダーマン:ノー・ウェイ・ホーム[4]
- DCエクステンデッド・ユニバース
  - スーサイド・スクワッド（通信係2女）
  - ワンダーウーマン（エピオーネ〈エレノア・マツウラ〉[5]）
  - ジャスティス・リーグ（バットモービル音声[6]）
- トランスフォーマー/最後の騎士王（科学者②[7]）
- ネバー・サレンダー 肉弾乱撃（アナ）
- ハード・キル（サッシャ〈ナタリー・エヴァ・マリー〉[8]）
- バッド・ウェイヴ（ケイティ〈ファムケ・ヤンセン〉）
- ビフォア・アイ・フォール
- 54 フィフティ★フォー（パティ）※Netflix版
- ブラインドマン その調律は暗殺の調べ（ロシャンボー）
- ブルーサンダー（無線女）※テレビ朝日版（追加録音分）
- ミッドナイト・ガイズ（アレックス〈アディソン・ティムリン〉）

#### ドラマ
- アウトキャスト
- ハーレーはド真ん中（スージー・ディアス〈セリーナ・ヴィンセント〉）
- ロック&キー（ニーナ・ロック〈ダービー・スタンチフィールド〉）[9]
- スイート・マグノリアス（ダナ・スー〈ブルック・エリオット〉）[10]
- スイート・トゥース: 鹿の角を持つ少年（英語版）（ウェンディ〈ナレディ・マケル・マレー〉）[11]
- 赤の大地と失われた花（キャンディ〈フランキー・アダムス〉）
- ブラック・ミラー

#### アニメ
- ヘンリー・ハグルモンスター（ディー・ハグルモンスター）
- くまのアーネストおじさんとセレスティーヌ
- ジュラシック・ワールド/サバイバル・キャンプ（サミー・グティエレス）
- パシフィック・リム: 暗黒の大陸（ロア[12]）

#### その他
- ワルノリ! どっきりギャング（ハーマン）

### ナレーション
- 人生、ハレどき(レギュラー)14.04〜(放送中)
- 東京日本語学校オリジナル教材「いつでもどこでも日本語 I・II」

### ヴォイスオーバー
- ローマンのワンちゃんレスキュー（ローマン〈ローマン・マッコーン〉）[13]
- アメリカお宝鑑定団ポーンスターズ（エレン）
- 東京国際映画祭みなと上映会
- しあわせのカラス（ヤイロ、少年）
- キンダー・フィルム・ フェスティバル (東京)
- しあわせのカラス（ヤイロ、少年）

### キャラクターボイス
- 藤原製麺フジハラセイメンジャー（そばビューティー）

### 舞台
- 劇団空間エンジンプロデュース公演「LIFE 〜誰かのために祈る時〜（アキ）